# Hebe myrtifolia
Hebe myrtifolia é uma espécie de planta do gênero Hebe.